# Thumer Netz

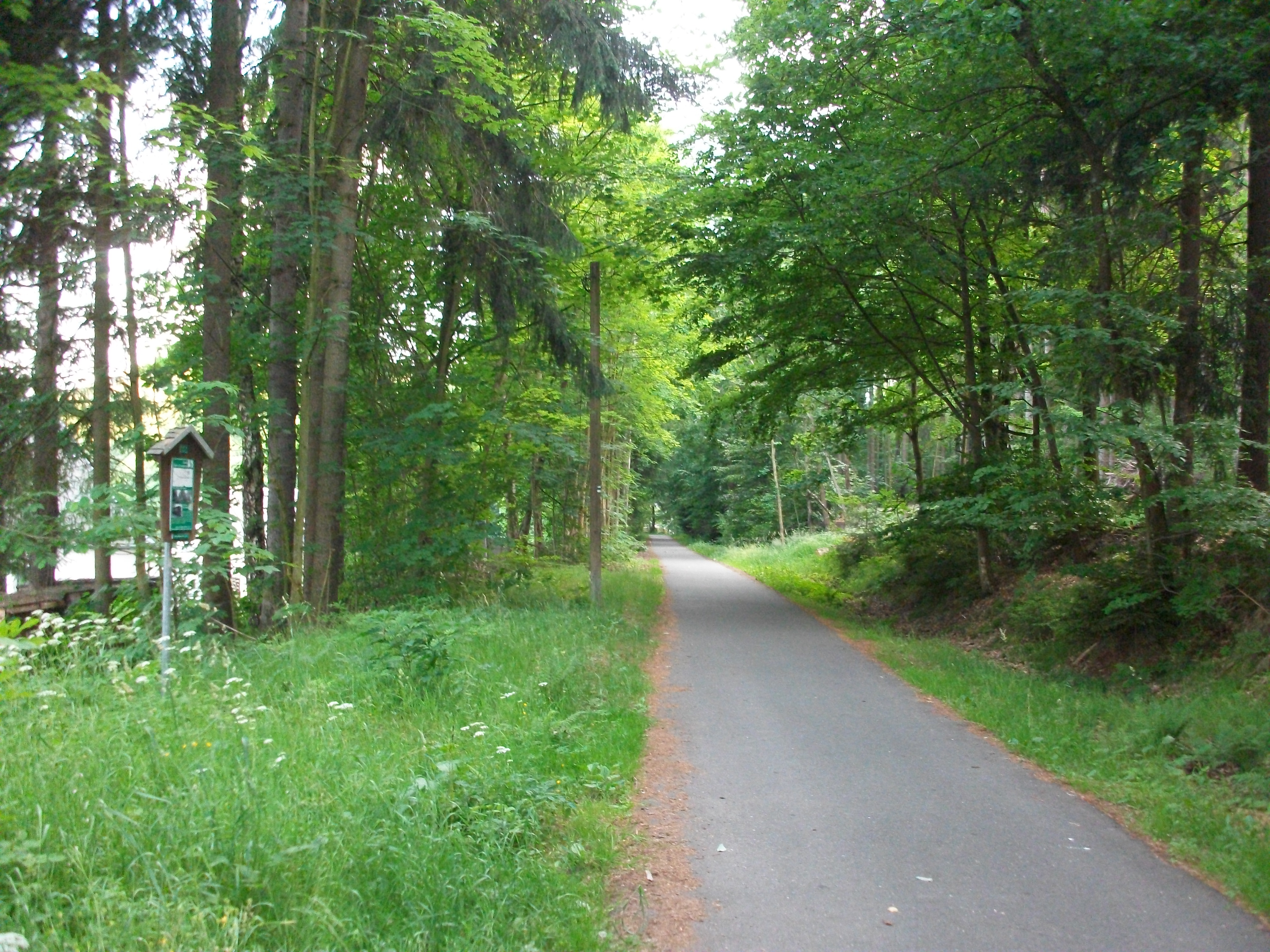
Część linii przekształcono w drogi rowerowe (Ehrenfriedersdorf Haltepunkt)

Thumer Netz – sieć rozebranych kolei wąskotorowych o rozstawie szyn 750 mm w Saksonii (Niemcy).

## Sieć
Na sieć składały się trzy linie kolejowe, zbiegające się w centralnie położonym mieście Thum:

### Wilischthal-Thum
Pierwsza ukończona linia systemu. Budowa rozpoczęła się we wrześniu 1885, a przewozy zainaugurowano 15 grudnia 1886. Długość tego odcinka wynosiła 13,54 km. Trasa rozpoczynała się na stacji Wilischthal (linia normalnotorowa Annaberg-Buchholz-Flöha), położonej w dolinie Zschopau i prowadziła wzdłuż rzeki Wilisch przez Wilischau, Grießbach, Venusberg i Herold do Thum.
Odcinek ten funkcjonował do 1972. Torowiska pomiędzy papiernią w Wilischthal i Thum były powoli rozbierane w kolejnych latach. Pozostały, krótki odcinek funkcjonował do 1992, jako bocznica przemysłowa, łącząca papiernię z normalnymi torowiskami w Zschopau. Ten krótki odcinek istnieje do dziś, ale jest nieprzejezdny.

### Schönfeld-Wiesa-Thum
Odcinek ten (17,23 km) został otwarty w 1888. Wzniesiono na nim most Greifenbachtal (180,60 metrów długości), wówczas jeden z największych mostów wąskotorowych w Niemczech. Początkowy odcinek rozpoczynał się w Schönfeld-Wiesa i prowadził przez Tannenberg do Geyer, równolegle do szosy. W Geyer torowiska wykonały szeroki łuk (180 stopni) przez centrum miasta, aby doprowadzić do stacji w Geyer. W 1906 linię przedłużono do Ehrenfriedersdorf i Thum, co wiązało się z likwidacją krótkiego odcinka pomiędzy Herold i Ehrenfriedersdorf na odcinku Wilischthal-Thum. W Thum wybudowano nowy dworzec, aby połączyć nową linię kolejową z już istniejącym odcinkiem.
Przewozy pasażerskie działały tutaj do 1968. W kolejnych latach torowiska były demontowane. Po 1972 tylko niewielka część od Schönfeld-Wiesa do papierni była nadal wykorzystywana jako bocznica przemysłowa. W 1985 ten krótki odcinek został zmodernizowany do normalnego rozstawu.

### Thum-Meinersdorf
Odcinek został ukończony w 1911 i połączył istniejące dwie linie z linią normalnotorową Chemnitz–Adorf. Zaczynając od Thum, torowiska prowadziły pod górę przez Jahnsbach do Hormersdorf, a stamtąd ponownie w dół przez Auerbach i Gornsdorf do stacji Meinersdorf. Całkowita długość odcinka wynosiła 12,5 km. Na początku lat 70. XX wieku torowiska były w stosunkowo złym stanie i wprowadzono liczne ograniczenia prędkości. Ostatni planowy przewóz pasażerski odbył się w 1974, a tor został rozebrany w 1976, co oznaczało koniec przewozów na całej sieci.

## Stacja w Thum
Stacja w Thum czynna była od maja 1906 do jej zamknięcia w 1975. Stanowiła centrum całej sieci. 
Po tym, jak podczas budowy połączenia kolejowego z Annaberg-Buchholz w 1866, linia ominęła Thum, a w 1875 wybudowano linię przez Zwönitztal (Chemnitz-Adorf), przemysł w dolinie Wilisch naciskał na stworzenie połączeń kolejowych na własne potrzeby. Ze względu na warunki topograficzne i przewidywane natężenie ruchu podjęto decyzję o budowie kolei wąskotorowych, co skutkowało niższymi kosztami budowy i eksploatacji. W 1885 rozpoczęto budowę linii z Wilischthal do Ehrenfriedersdorf z odgałęzieniem z Oberherold do Thum. Pojawiły się też różne pomysły na połączenie z Geyer. Od 1887 dobudowano linię z Schönfeld do Geyer. W rezultacie miejscowe władze naciskały na połączenie między dwiema liniami, które powstawało od 1904. Ten nowy odcinek z Geyer przez Ehrenfriedersdorf i Thum zastąpił odcinek Oberherold - Ehrenfriedersdorf. Od 1911 powstało połączenie ze Zwönitztalbahn (do Meinersdorf).
Kolej spełniała stawiane jej oczekiwania przewozowe. W latach 60. XX wieku rozpoczął się upadek kolei wąskotorowych w całej ówczesnej NRD. Spadek przewozów, w połączeniu z coraz większym zużyciem torowisk i infrastruktury, ostatecznie przypadł w udziale także sieci wąskotorowej w Thum. Obecnie czasy funkcjonowania kolei upamiętniają tablice ścieżki edukacyjnej.

## Galeria

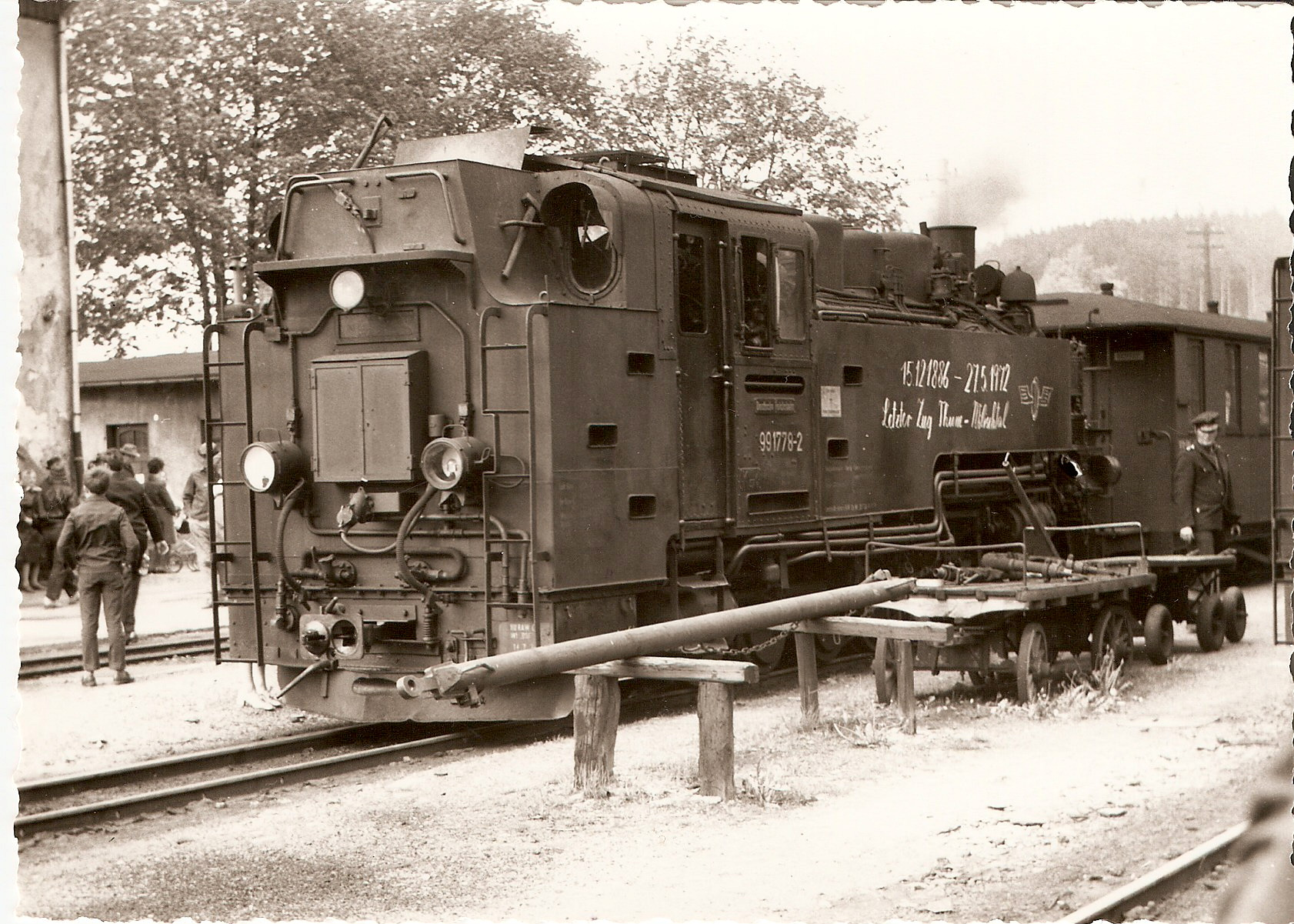
Ostatni pociąg do Wilischthal (Thum, 27 maja 1972)
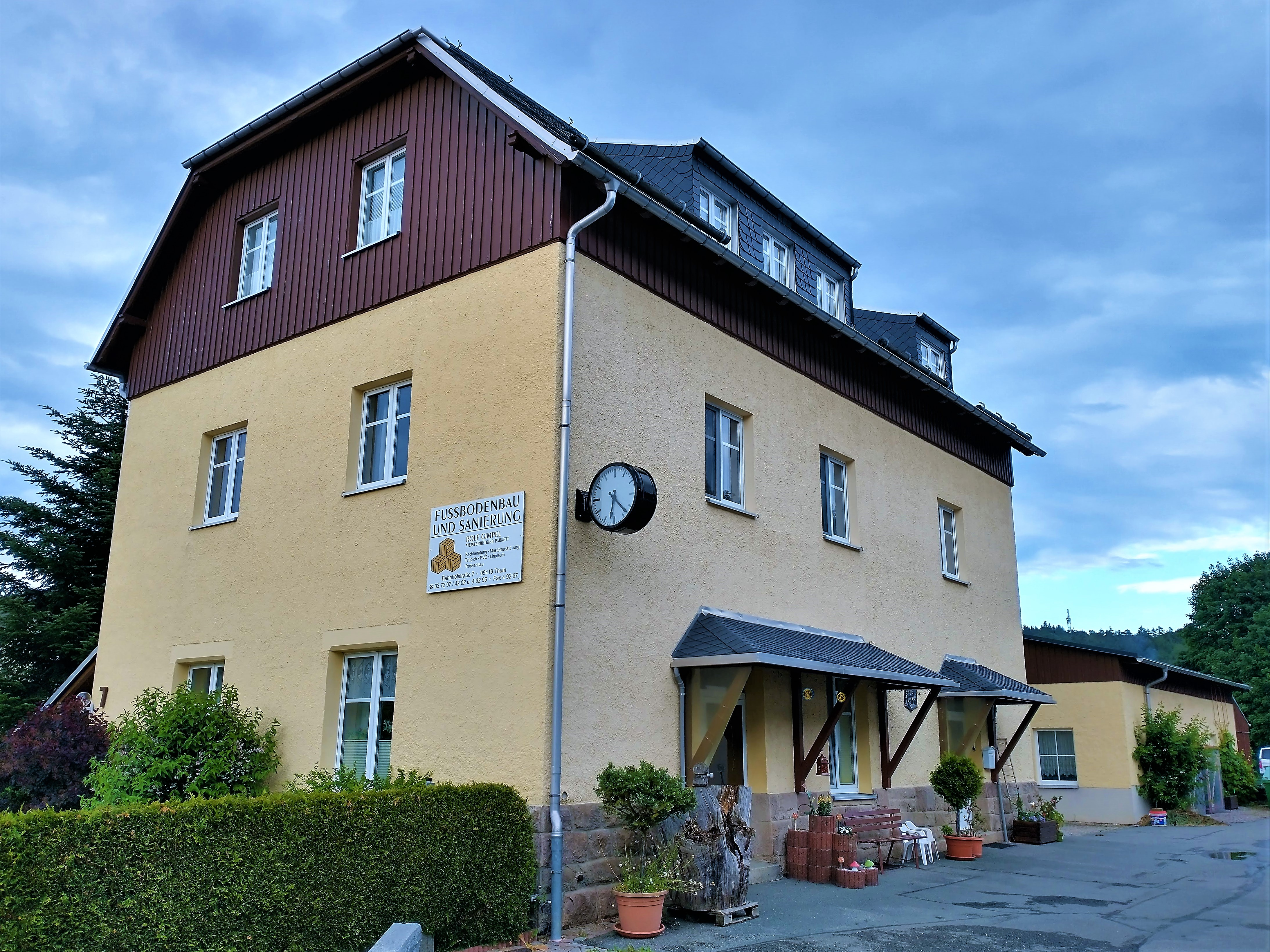
Dworzec w Thum (2021)
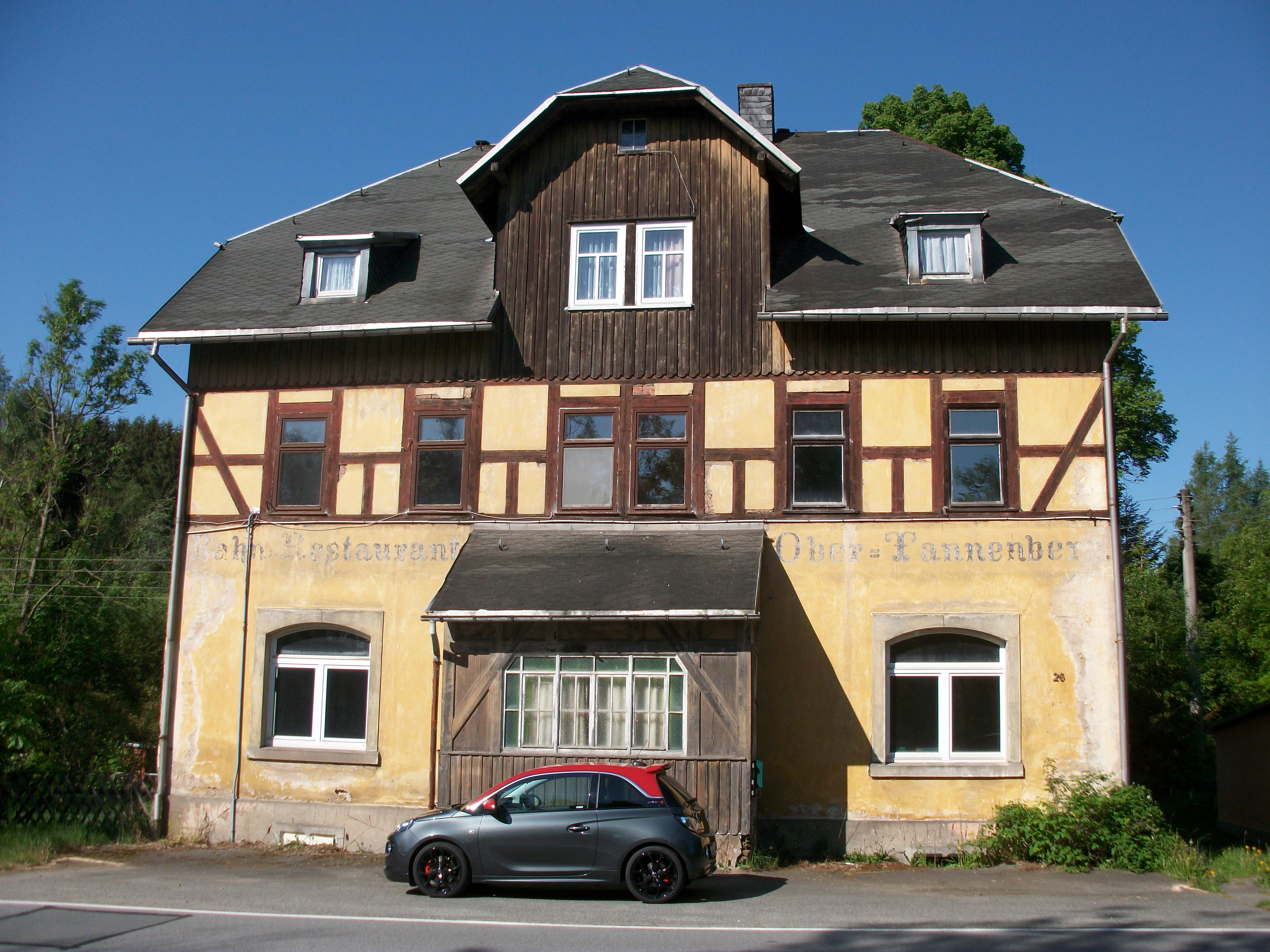
Dworzec Obertannenberg (2018)
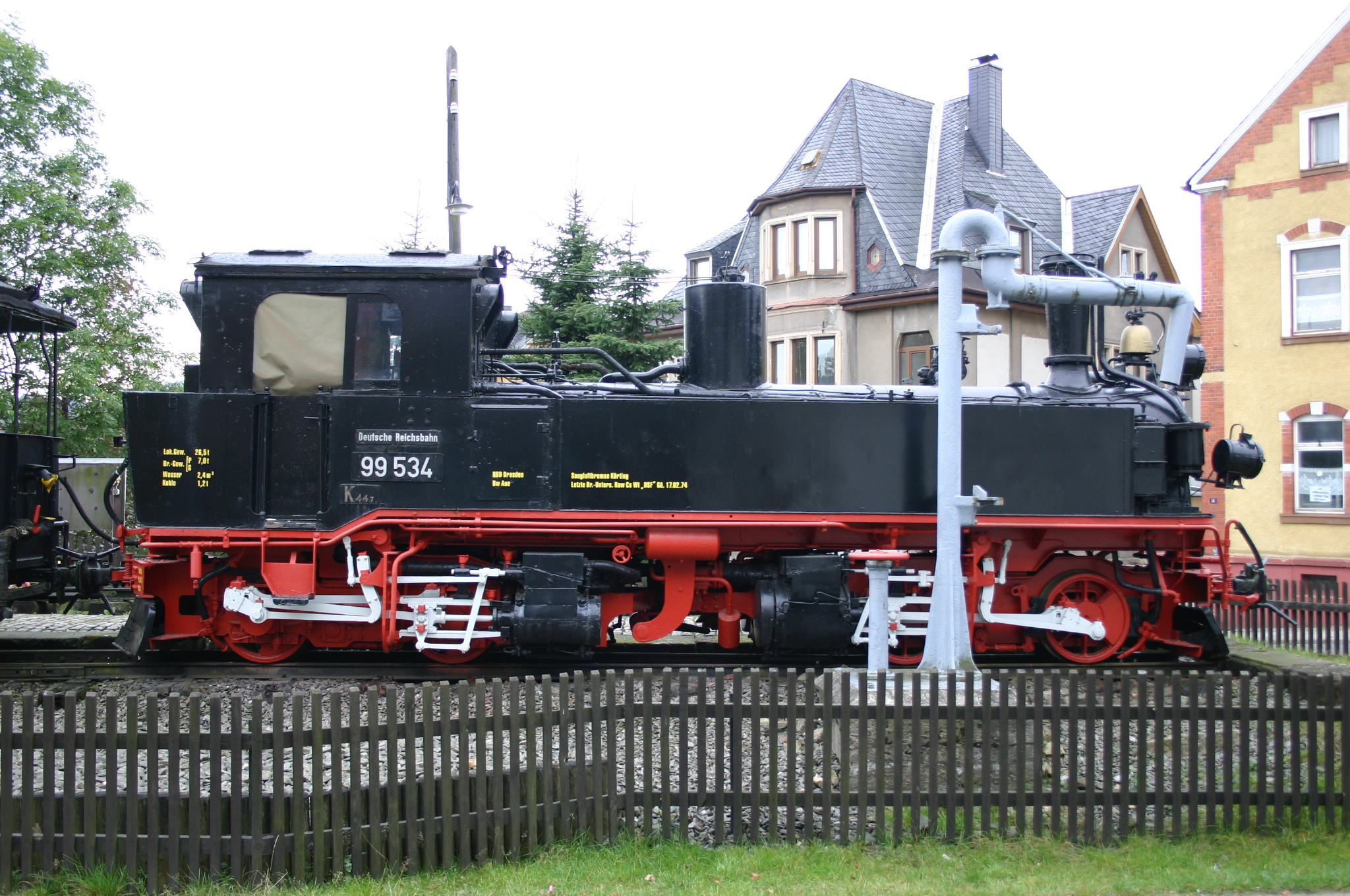
Geyer (parowóz pomnikowy nr 99 534)